# Catedral de San Juan (Tiruvalla)
La Catedral de San Juan es la sede del arzobispo de la archieparquía de Tiruvalla de la Iglesia católica siro-Malankara en plena comunión con el Papa, en Kerala, India.
La catedral ntiene un exterior de templo y un interior de  iglesia convencional. Incluye aspectos de la arquitectura tradicional de Kerala, y de la arquitectura de tradición oriental (Siria) cristiana que se integraron en el diseño. El diseño exterior incorpora elementos de la arquitectura de la antigua catedral que sustituye.
Después de la erección de la diócesis de Tiruvalla en 1933, la capilla fue elevada a la catedral de San Juan. En 1943 se construyó una nueva iglesia (la tercera) en el mismo lugar donde existió la primera capilla original.